# Orso (araldica)
In araldica l'orso simboleggia il guerriero prode e fiero in battaglia.
L'orso è molto rappresentato anche nell'araldica civica, sia italiana che straniera. Il suo nome tedesco (Bär) lo rende arma parlante per città come Berna e Berlino. Dell'orso possono essere rappresentate anche solo le zampe, dette branche.

Orso al naturale, passante (stemma di Andalo)
Orso bianco passante (Chełm, Polonia)
Orso bianco passante (Voivodato di Lublino, 1919-1939, Polonia)
Di rosso, a una banda allargata d'oro, caricata di un orso passante di nero, allumato d'argento, armato, lampassato e immaschito del campo (Berna, Svizzera)
Orso ritto, armato e lampassato di rosso (Bernstadt, Germania)
Orso passante al naturale (Biella)
Orso ritto d'azzurro armato e lampassato di rosso (ex contea di Buskerud, Norvegia)
Orso bruno passante (Caines)
Orso ritto tenente una spada (Eura, Finlandia)
Orso bruno fermo (Orsago)
Orso in piedi (Orzivecchi)
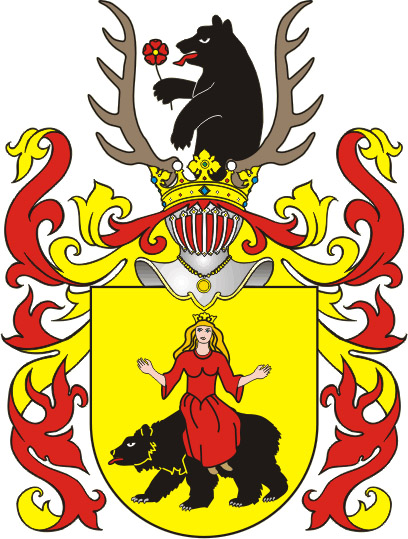
Donna seduta su un orso passante (stemma della famiglia Ravič di Polonia)
Orso ritto di nero, collarinato di nero (San Gallo, Svizzera)
Orso tenente uno scudo (Singen, Germania)
Orso collarinato tenente uno scudo (Distretto di Smarhon', Bielorussia)
Orso seduto (Ursberg, Germania)
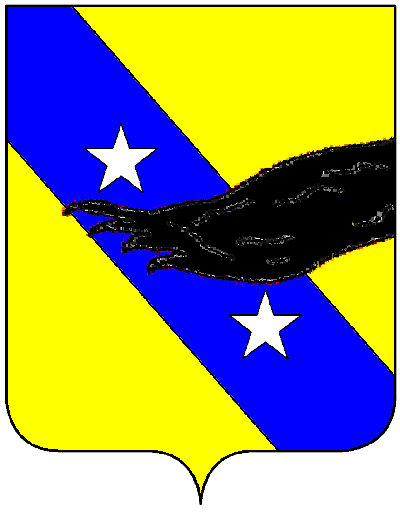
zampa d'orso movente dal fianco
Branca d'orso di nero, unghiata d'argento (Kölliken, Svizzera)
Branche d'orso d'argento, affrontate e poste in palo (Vandoies)
Branche d'orso addossate e poste in palo (Bücken, Germania)

## Posizione araldica ordinaria
L'orso si rappresenta spesso come passante detto, talora, marciante; ancor più frequentemente si rappresenta levato o ritto, che è il termine suo specifico per dire rampante, pertanto le due posizioni vanno entrambe blasonate. Va fatto notare che la dizione "orso bianco" non indica il colore dell'orso (infatti, in tal caso, si sarebbe dovuto dire "orso d'argento" visto che in araldica lo smalto bianco non esiste) ma il tipo di orso (orso polare), pertanto è uno dei pochissimi casi in cui si usa in araldica la parola "bianco". Analogamente per "orso bruno" (che si potrebbe anche blasonare come "orso al naturale").